# Erik Everhard
Erik Everhard, pseudonimo di Mitchell Hartwell (Calgary, 2 dicembre 1976), è un attore pornografico canadese.

## Biografia
Nel 1998 si spostò a Vancouver per gli studi universitari. In quel periodo entrò nel mondo del cinema a luci rosse e proprio per questo e con l'aiuto finanziario di un amico, nel 1999, si spostò a Los Angeles per intraprendere una vera carriera da attore porno. Le sue performance sono disponibili in almeno duecento film da lui interpretati, la maggior parte dei quali è della Anabolic Video. La sua famiglia ha origini ucraine. Famoso per la misura della circonferenza del pene di 6,5 pollici (16,5 cm).
Nel 2002 ha dichiarato che la sua carriera nel mondo dell'hard non è mai dipesa da ragioni finanziarie, bensì dal divertimento che prova nel girare i film hard.
È stato fidanzato con le pornoattrici Kayden Kross e Dani Daniels.

## Riconoscimenti
AVN Awards
- 2007 – Best Group Sex Scene - Video per Fashionist Safado; The Challange con Adrianna Nicole, Belladonna, Flower Tucci, Sandra Romain, Sasha Grey, Nicole Sheridan, Marie Luv, Carolina Pierce, Lea Baren, Jewell Marceau, Jean Val Jean, Cristian XXX, Vodoo, Chris Charming, Mr Pete e Rocco Siffredi[2]
- 2007 – Best Sex Scene In A Foreign Shot Production per Outnumbered 4 con Isabel Ice, Dora Venter, Cathy, Karina, Nicol, Puma Black, Sandra Romain, Steve Holmes e Robert Rosenberg[3]
- 2009 – Best POV Sex Scene con Katja Kassin e Tory Lane per Double Vision 2[4]
- 2010 – Best Anal Sex Scene (film) per Anal Cavity Search 6 con Sasha Grey
- 2011 – Best Double Penetration Sex Scene per Asa Akira Is Insatiable con Asa Akira e Toni Ribas[5]
- 2012 – Best Group Sex Scene per Asa Akira Is Insatiable 2 con Asa Akira, Toni Ribas, Danny Mountain, Jon Jon, Broc Adams, Ramon Nomar e John Strong[6]
- 2012 – Best POV Sex Scene per Double Vision 3 con Bobbi Starr e Andy San Dimas[7]
- 2013 – Best Group Sex Scene  per Asa Akira Is Insatiable 3 con Asa Akira, Mick Blue e Ramon Nomar[8]
- 2015 - Best Double Penetration Sex Scene per Anikka 2 con Anikka Albrite e Mick Blue[9]
- 2015 – Best Group Sex Scene per Gangbang Me con A.J. Applegate, James Deen, John Strong, Jon Jon, Mick Blue, Mr. Pete, Ramon Nomar[10]
- 2015 - Most Outrageous Sex Scene per Gangbang Me con Adriana Checkik, James Deen e Mick Blue[11]
- 2016 - Best Double Penetration Sex Scene per Being Riley con Riley Reid e James Deen[12]
- 2016 – Best Group Sex Scene per GangBang Me 2 con Keisha Grey, Mick Blue, James Deen, Jon Jon e Jonh Strong[13]

XBIZ Awards
- 2013 – Best Sex Scene - Vignette Release per In Riley's Panties con Riley Steele[14]
- 2015 - Best Scene– Non - Feature Release per Gangbang Me con Adriana Checkik, Chris Strokes, James Deen, John Strong e Mick Blue[15][16]

XRCO Award
- 2001 - Unsung Swordsman[17]
- 2002 – Best Group Sex Scene per Gangbang Audition 7 con Aurora Snow, Jay Ashley, Mr Marcus e Lexington Steele e Pat Myne[18]
- 2003 - Male Performer of the Year[19]
- 2010 – XRCO Hall of Fame[20]

XBIZ Europa Awards
- 2021 - Best Sex Scene - Gonzo per Rocco's Insatiabile MILF con Kitana Lure, David Perry e Vince Karter[21]
- 2022 - Best Sex Scene - Glamcore per Friends with Benefits con Catherine Knight[22]

NightMoves Award
- 2013 - Male Performer of the Year[23]
- 2014 - Male Performer of the Year[24]

## Filmografia

### Attore
- Down the Hatch 1 (1999)
- Down the Hatch 2 (1999)
- Exhibitionist 1 (1999)
- Faith Betrayed (1999)
- Fly Girls 4 (1999)
- Fresh Flesh 7 (1999)
- Fresh Flesh 8 (1999)
- Fresh Flesh 9 (1999)
- Gangbang Auditions 2 (1999)
- Gangbang Auditions 3 (1999)
- Gangbang Girl 25 (1999)
- Gutter Mouths 13 (1999)
- I Cream of Jeannie (1999)
- Initiations 1 (1999)
- Intimate Expressions (1999)
- Into The Night (1999)
- Joey Silvera's Fashion Sluts 12 (1999)
- Just 18 1 (1999)
- Layla's Affairs (1999)
- Lewd Conduct 4 (1999)
- Lewd Conduct 5 (1999)
- Lewd Conduct 6 (1999)
- Live Bait 2 (1999)
- Mysterious Journey (1999)
- Naked Ghosts (1999)
- Nasty Nymphos 26 (1999)
- Nasty Nymphos 27 (1999)
- Naughty College School Girls 1 (1999)
- Naughty College School Girls 2 (1999)
- Naughty Nurses 1 (1999)
- Neighborhood Gang Bang (1999)
- Neighborhood Gang Bang 2 (1999)
- Nice Rack 2 (1999)
- Nice Rack 3 (1999)
- North Pole 11 (1999)
- North Pole 7 (1999)
- North Pole 8 (1999)
- Perfect Sex (1999)
- Perverted Stories 22: Visual Vulgarity (1999)
- Perverted Stories 23: Desires of the Flesh (1999)
- Please 4: It's A Dog's Life (1999)
- Please 5: Fireworks! (1999)
- Pornological 4 (1999)
- Real Sex Magazine 23 (1999)
- Real Sex Magazine 26 (1999)
- Real Sex Magazine 27 (1999)
- Secrets of the Flesh (1999)
- Sex Offenders 8 (1999)
- Sex Offenders 9 (1999)
- Sex Safari (1999)
- Shane's World 19: Tropical Paradise (1999)
- Sinister Sisters (1999)
- Skin 17: Succubus (1999)
- Sugar Sex Magic (1999)
- Taking Out The Trash (1999)
- Tera Patrick AKA Filthy Whore 1 (1999)
- TNA TV (1999)
- University Coeds 17 (1999)
- University Coeds 18 (1999)
- Very Bad Things (1999)
- Video Virgins 46 (1999)
- Video Virgins 47 (1999)
- Virgin Stories 7 (1999)
- Voyeur 14 (1999)
- White Panty Chronicles 10 (1999)
- YA 16 (1999)
- 18 and Nasty 19 (2000)
- 2 on 1 6 (2000)
- Action Sports Sex 10 (2000)
- Action Sports Sex 8 (2000)
- Babysitter 1 (2000)
- Bedroom Eyes (2000)
- Black Room (2000)
- Bottom Feeders 1 (2000)
- Bottom Feeders 2 (2000)
- Bridgette's Hellions (2000)
- Bring 'um Young 1 (2000)
- Bring 'um Young 2 (2000)
- Buttman's Big Butt Backdoor Babes 2 (2000)
- Buttwoman vs. Buttwoman (2000)
- California Calendar Girls 3 (2000)
- Cellar Dweller 3 (2000)
- Color Blind 4 (2000)
- Color Blind 6 (2000)
- Color Blind 7 (2000)
- Cum Sucking Whore Named Adriana Sage (2000)
- Cumback Pussy 34 (2000)
- Cumback Pussy 35 (2000)
- Cumback Pussy 38 (2000)
- Cumback Pussy 39 (2000)
- Dark Angels (2000)
- Debbie Does Iowa (2000)
- Debbie Does New Orleans (2000)
- Deep Cheeks 6 (2000)
- Dirty Newcummers 3 (2000)
- Dirty Young Girls (2000)
- DNA 1: Deep 'n Ass (2000)
- Down the Hatch 3 (2000)
- Down the Hatch 4 (2000)
- Down the Hatch 5 (2000)
- Facade (2000)
- Dark Angels (2000)
- Debbie Does Iowa (2000)
- Debbie Does New Orleans (2000)
- Deep Cheeks 6 (2000)
- Dirty Newcummers 3 (2000)
- Dirty Young Girls (2000)
- DNA 1: Deep 'n Ass (2000)
- Down the Hatch 3 (2000)
- Down the Hatch 4 (2000)
- Down the Hatch 5 (2000)
- Facade (2000)
- Filthy First Timers 25 (2000)
- Freak Show (2000)
- Fresh Flesh 10 (2000)
- Fresh Flesh 14 (2000)
- Gang Bang Bitches 29 (2000)
- Gang Bang Bitches 31 (2000)
- Gangbang Auditions 5 (2000)
- Gangbang Girl 26 (2000)
- Gangbang Girl 27 (2000)
- Goddess (2000)
- Head Over Heels (2000)
- Hot Latin Pussy Adventures 10 (2000)
- Hot Latin Pussy Adventures 2 (2000)
- Hot Legs (2000)
- House Sitter (2000)
- In Tha House (2000)
- Inexits (2000)
- Initiations 2 (2000)
- Initiations 3 (2000)
- Initiations 4 (2000)
- Initiations 5 (2000)
- Joey Silvera's Fashion Sluts 14: Lost Whores (2000)
- Kelly the Coed 6: Double Secret Probation (2000)
- Lewd Conduct 7 (2000)
- Lewd Conduct 8 (2000)
- Live Bait 4 (2000)
- Mi Vida (2000)
- Michael Zen's Perversions 1 (2000)
- Mind Games (2000)
- My First Porno (2000)
- My Plaything: Silvia Saint (2000)
- My Plaything: Stacy Valentine (2000)
- My Plaything: Tera Patrick (2000)
- Nasty Nympho Nurses 2 (2000)
- Nasty Nymphos 28 (2000)
- Nasty Nymphos 29 (2000)
- Naughty College School Girls 10 (2000)
- Naughty College School Girls 6 (2000)
- Naughty College School Girls 9 (2000)
- New Breed 3 (2000)
- Nice Girls Fuck Too (2000)
- Nice Rack 4 (2000)
- Nice Rack 5 (2000)
- Nice Rack 6 (2000)
- One For The Road (2000)
- Open Wide And Say Ahh! 6 (2000)
- Oral Consumption 1 (2000)
- Oral Consumption 2 (2000)
- Panty Hoes 1 (2000)
- Panty Hoes 2 (2000)
- Payback (2000)
- Please 11: Sexual Superstars (2000)
- Please 12: More Sexual Superstars (2000)
- Pussyman's Squirt Attack (2000)
- Real Sex Magazine 33 (2000)
- Red Vibe Diaries 3 (2000)
- Return To Sender (2000)
- Screw My Wife Please 15 (And Spank Her Married Ass) (2000)
- Screw My Wife Please 18 (And Make Her Purr) (2000)
- Shadowland (2000)
- Shayla's Web (2000)
- Slut Woman 2 (2000)
- Spa (2000)
- Tonight (2000)
- Un-natural Sex 1 (2000)
- Up And Cummers 83 (2000)
- Up And Cummers 84 (2000)
- Up And Cummers 85 (2000)
- Up And Cummers 88 (2000)
- Up And Cummers 89 (2000)
- Watcher 10 (2000)
- Watcher 11 (2000)
- Watcher 12 (2000)
- Watcher 13 (2000)
- Watcher 6 (2000)
- Watcher 8 (2000)
- Wet Cotton Panties 14 (2000)
- Wet Dreams 9 (2000)
- Wicked Wishes (2000)
- Wild Cherries 1 (2000)
- Wildlife 8: Las Vegas 2000 (2000)
- World's Luckiest Jock (2000)
- XXXtreme Fantasies Of Jewel De'Nyle (2000)
- Young and Tight 1 (2000)
- 100% Jill (2001)
- 2 on 1 7 (2001)
- 2 on 1 8 (2001)
- 2 on 1 9 (2001)
- American Nymphette 4 (2001)
- Anal Sluts And Sweethearts 4 (2001)
- Anal Sluts And Sweethearts 5 (2001)
- Asian Fever 2 (2001)
- Ass Backwards (2001)
- Ass Worship 1 (2001)
- Bad Wives 2 (2001)
- Balls Deep 1 (2001)
- Balls Deep 3 (2001)
- Barely Legal 17 (2001)
- Booty Duty 10 (2001)
- Bottom Feeders 3 (2001)
- Briana Loves Jenna (2001)
- Bring 'um Young 4 (2001)
- Bring 'um Young 5 (2001)
- Bring 'um Young 6 (2001)
- Bring 'um Young 7 (2001)
- Candy World (2001)
- Casting Couch Confessions 2 (2001)
- Cellar Dweller 4 (2001)
- Center of Sex (2001)
- Cream of the Crop (2001)
- Cumback Pussy 43 (2001)
- Deep Cheeks 7 (2001)
- Devon: The Lost Footage (2001)
- Dirty Newcummers 5 (2001)
- Dirty Newcummers 6 (2001)
- Dirty Newcummers 7 (2001)
- Down the Hatch 6 (2001)
- Down the Hatch 7 (2001)
- Dreams (2001)
- Euphoria (2001)
- Exposed (2001)
- Extreme Mat Fights 2 (2001)
- Fade to Black 1 (2001)
- Fast Times at Deep Crack High 1 (2001)
- Fast Times at Deep Crack High 2 (2001)
- Fast Times at Deep Crack High 3 (2001)
- Flaunt It (2001)
- Foot Files: Hardcore 2 (2001)
- Gangbang Auditions 6 (2001)
- Gangbang Auditions 7 (2001)
- Gangbang Girl 28 (2001)
- Gangbang Girl 29 (2001)
- Gangbang Girl 30 (2001)
- Gangbang Girl 31 (2001)
- Grrl Power 4 (2001)
- Haven's Heaven (2001)
- Haven's Magic Touch 3 (2001)
- Hot Bods And Tail Pipe 18 (2001)
- Hot Bods And Tail Pipe 21 (2001)
- Hot Fucks: 18 and Anal (2001)
- Hotel Tales (2001)
- Lewd Conduct 12 (2001)
- Live Bait 5 (2001)
- Live Bait 6 (2001)
- Live Bait 7 (2001)
- Macdaddy (2001)
- Mafioso (2001)
- My Plaything: Gauge (2001)
- My Plaything: Kylie Ireland (2001)
- My Plaything: Monica Sweetheart (2001)
- Naked Hollywood 6: Money Can Buy Anything (2001)
- Nasty Nymphos 31 (2001)
- Nasty Nymphos 32 (2001)
- Nasty Nymphos 33 (2001)
- Naughty College School Girls 11 (2001)
- Naughty College School Girls 16 (2001)
- Naughty College School Girls 17 (2001)
- New Breed 4 (2001)
- New Breed 5 (2001)
- Nice Guys Finish Last (2001)
- Nice Rack 7 (2001)
- Obsession (2001)
- Older Women Younger Men 5 (2001)
- Older Women Younger Men 6 (2001)
- Oral Consumption 3 (2001)
- Oral Consumption 4 (2001)
- Panochitas 10 (2001)
- Panochitas 8 (2001)
- Panochitas 9 (2001)
- Panty Hoes 4 (2001)
- Panty Hoes 5 (2001)
- Panty Hoes 6 (2001)
- Passion 1 (2001)
- Perfect Pink 9: Smokin' (2001)
- Perverted POV 2 (2001)
- Perverted POV 3 (2001)
- Pussyman's Large Luscious Pussy Lips 2 (2001)
- Pussyman's Snatch Attack (2001)
- Real Sex Magazine 38 (2001)
- Shay's Wild Life (2001)
- Show Me The Money (2001)
- Skits and Tits (2001)
- Sky Downloaded (2001)
- Too Nasty To Tame 1 (2001)
- Unconscious (2001)
- Un-natural Sex 3 (2001)
- Un-natural Sex 4 (2001)
- Un-natural Sex 5 (2001)
- Un-natural Sex 6 (2001)
- Up And Cummers 92 (2001)
- Up And Cummers 96 (2001)
- Up And Cummers 97 (2001)
- Voyeur's Favorite Blowjobs And Anals 5 (2001)
- World Sex Tour 24 (2001)
- World Sex Tour 25 (2001)
- Young and Tight 3: In Mexico (2001)
- Young As They Cum 1 (2001)
- Younger the Berry the Sweeter the Juice 1 (2001)
- Younger the Berry the Sweeter the Juice 2 (2001)
- 100% Blowjobs 5 (2002)
- 100% Haven (2002)
- 2 on 1 11 (2002)
- 2 on 1 12 (2002)
- 2 on 1 13 (2002)
- 2 on 1 14 (2002)
- Ass Worship 2 (2002)
- Balls Deep 4 (2002)
- Balls Deep 5 (2002)
- Big Cock Seductions 3 (2002)
- Black Bastard 12 (2002)
- Blonde On Blonde (2002)
- Bring 'um Young 10 (2002)
- Bring 'um Young 11 (2002)
- Bring 'um Young 12 (2002)
- Bring 'um Young 8 (2002)
- Bring 'um Young 9 (2002)
- Carnival Orgy (2002)
- Crazy About Latinas 3 (2002)
- Cum Sucking Whore Named Aurora Snow (2002)
- Cum Sucking Whore Named Kacey (2002)
- Down the Hatch 8 (2002)
- Down the Hatch 9 (2002)
- Fetish 1: Dream Scape (2002)
- Fetish 2: Are You Human (2002)
- Flesh Hunter 1 (2002)
- Flesh Hunter 2 (2002)
- Fresh Meat 13 (2002)
- Fresh Meat 14 (2002)
- Gangbang Auditions 8 (2002)
- Gangbang Girl 32 (2002)
- Gangbang Girl 33 (2002)
- Gangbang Girl 34 (2002)
- Graced (2002)
- Hard Evidence 1 (2002)
- Hard Evidence 2 (2002)
- Haze (2002)
- Hidden Desires (2002)
- I Dream of Jenna 1 (2002)
- Initiations 10 (2002)
- Initiations 9 (2002)
- Island Fever 2 (2002)
- Julian's Seductions 1 (2002)
- Kira Kener: Extreme Close Up (2002)
- Lewd Conduct 13 (2002)
- Lewd Conduct 14 (2002)
- Lewd Conduct 15 (2002)
- Monica Sweetheart Exposed (2002)
- Nasty Nymphos 34 (2002)
- Nasty Nymphos 35 (2002)
- Naughty College School Girls 22 (2002)
- Naughty College School Girls 24 (2002)
- Nice Rack 9 (2002)
- On The Set With Jewel De'Nyle (2002)
- Oral Adventures of Craven Moorehead 13 (2002)
- Oral Adventures of Craven Moorehead 14 (2002)
- Oral Consumption 5 (2002)
- Panochitas 11 (2002)
- Perfect Pink 12 (2002)
- Perverted POV 4 (2002)
- Perverted POV 5 (2002)
- Please Cum Inside Me 5 (2002)
- Screw My Wife Please: Collectors Edition 2 (2002)
- Sex In Public Places 2 (2002)
- Shy (2002)
- Space Invaderz (2002)
- Spring Chickens 1 (2002)
- Spring Chickens 2 (2002)
- Spring Chickens 3 (2002)
- Sweet Cheeks 1 (2002)
- Sweet Cheeks 2 (2002)
- Sweet Cheeks 3 (2002)
- Sweet Cheeks 4 (2002)
- Teen Patrol 2 (2002)
- Teen Tryouts Audition 14 (2002)
- Un-natural Sex 7 (2002)
- Un-natural Sex 8 (2002)
- Up For Grabs 1: Tera Patrick (2002)
- Upskirt Diaries (2002)
- Weapons of Ass Destruction 1 (2002)
- Women of Color 4 (2002)
- Women of Color 5 (2002)
- World Sex Tour 26 (2002)
- World Sex Tour 27 (2002)
- Young As They Cum 5 (2002)
- Young Cassidey (2002)
- Young Fun (2002)
- Young Sluts, Inc. 8 (2002)
- Young Sluts, Inc. 9 (2002)
- 1 in the Pink 1 in the Stink 1 (2003)
- 100% Anal 2: Welcome to Jezebelle (2003)
- 2 Dicks in 1 Chick 1 (2003)
- 2 on 1 15 (2003)
- 7 The Hardway 2 (2003)
- A2M 1 (2003)
- Ass Obsessed 1 (2003)
- Best of Please (2003)
- Breakin' 'Em In 5 (2003)
- Bring 'um Young 14 (2003)
- Bubblecum 1 (2003)
- Butt Cream Pie 1 (2003)
- Butt Cream Pie 2 (2003)
- Carmen Goes To College 1 (2003)
- Cum Drippers 5 (2003)
- Cum In My Ass Not In My Mouth 1 (2003)
- Cum In My Ass Not In My Mouth 2 (2003)
- Cum Sucking Whore Named Judy Star (2003)
- Cum Sucking Whore Named Kimberly (2003)
- Cum Swapping Sluts 5 (2003)
- Double Anal Plugged 1 (2003)
- Down the Hatch 10 (2003)
- Fetish Circus (2003)
- Fresh Meat 16 (2003)
- Fuck Dolls 1 (2003)
- Full Anal Access 1 (2003)
- Full Anal Access 2 (2003)
- Gangbang Auditions 10 (2003)
- Gangbang Auditions 9 (2003)
- Group Thing 3 (2003)
- Hardcore Training 3 (2003)
- I Love It Rough 2 (2003)
- I'm Your Slut 2 (2003)
- Jaw Breakers 1 (2003)
- Just Over Eighteen 6 (2003)
- Just Over Eighteen 7 (2003)
- Just Over Eighteen 8 (2003)
- Just Over Eighteen 9 (2003)
- Lewd Conduct 16 (2003)
- Lex Steele XXX 1 (2003)
- Love is War (2003)
- Me Luv U Long Time 4 (2003)
- Multiple POV 2 (2003)
- No Cum Dodging Allowed 1 (2003)
- No Cum Dodging Allowed 2 (2003)
- One on One 2 (2003)
- Oral Adventures of Craven Moorehead 18 (2003)
- Outnumbered 1 (2003)
- Outnumbered 2 (2003)
- Perverted POV 6 (2003)
- Please Cum Inside Me 14 (2003)
- Pop 1 (2003)
- POV Pervert 1 (2003)
- Rain Coater's Point of View 3 (2003)
- Ripe 'n Ready 1 (2003)
- Saturday Night Beaver (2003)
- Search and Destroy 2 (2003)
- Semen Sippers 1 (2003)
- Service Animals 13 (2003)
- South of the Border 1 (2003)
- Sport Fucking 1 (2003)
- Sport Fucking 2 (2003)
- Spread 'Em Wide 1 (2003)
- Superwhores 1 (2003)
- Taya's Tales (2003)
- Teen Tryouts Audition 25 (2003)
- Teen Tryouts Audition 26 (2003)
- Top Guns 1 (2003)
- Tournante 1 (2003)
- Un-natural Sex 9 (2003)
- Voyeur 25 (2003)
- Weapons of Ass Destruction 2 (2003)
- World Sex Tour 28 (2003)
- World Sex Tour 29 (2003)
- XXX Road Trip 4 (2003)
- Young Ripe Mellons 3 (2003)
- Young Ripe Mellons 4 (2003)
- 1 in the Pink 1 in the Stink 5 (2004)
- 1 Night in China (2004)
- 1 Night in Paris (2004)
- 110% Natural 6 (2004)
- Altered Assholes 2 (2004)
- Anal Prostitutes On Video 1 (2004)
- Anal Romance 1 (2004)
- Ass Obsessed 2 (2004)
- Ass Obsessed 3 (2004)
- Assault That Ass 4 (2004)
- Bell Bottoms 2 (2004)
- Big Breasted Beauties (2004)
- Black Bastard 3 (2004)
- Breakin' 'Em In 6 (2004)
- Breakin' 'Em In 7 (2004)
- Briana Banks AKA Filthy Whore 3 (2004)
- Bring 'um Young 16 (2004)
- Can Buy Me Love (2004)
- Cum Drippers 6 (2004)
- Cum Filled Asshole Overload 1 (2004)
- Cum Guzzlers 1 (2004)
- Cum In My Ass Not In My Mouth 3 (2004)
- Cum Sucking Whore Named Shyla (2004)
- Double Penetration 1 (2004)
- Droppin' Loads 2 (2004)
- Dual Invasion 1 (2004)
- Elastic Assholes 1 (2004)
- Elastic Assholes 2 (2004)
- Fresh New Faces 4 (2004)
- From Her Ass to Her Mouth (2004)
- Fuck Dolls 2 (2004)
- Fuck Dolls 3 (2004)
- Full Anal Access 4 (2004)
- Gang Bang 3 (2004)
- Gang Bang 4 (2004)
- Good Source Of Iron 2 (2004)
- Groupie Love (2004)
- Iron Head 1 (2004)
- Iron Head 2 (2004)
- Krystal Method (2004)
- Lipstick and Lingerie 2 (2004)
- Nasty Hardcore Latinas 1 (2004)
- No Cum Dodging Allowed 3 (2004)
- No Cum Dodging Allowed 4 (2004)
- Nuttin' Hunnies 1 (2004)
- One on One 4 (2004)
- POV Pervert 2 (2004)
- POV Pervert 3 (2004)
- Raw and Uncut Berlin (2004)
- Riot Sluts 1 (2004)
- Semen Sippers 2 (2004)
- Semen Sippers 3 (2004)
- Shaved Pussy (2004)
- South Of The Border 2 (2004)
- Sperm Smiles 1 (2004)
- Sport Fucking 3 (2004)
- Steve Holmes' Super Sluts (2004)
- Swallow My Pride 4 (2004)
- Teen Angel (2004)
- Teen Cum Squad 2 (2004)
- Teenage Spermaholics 1 (2004)
- Teenage Spermaholics 2 (2004)
- Throat Gaggers 6 (2004)
- Tommi Rose Exposed (2004)
- Tournante 2 (2004)
- Ultimate Asses 4 (2004)
- Young Ripe Mellons 5 (2004)
- Young Tight Latinas 6 (2004)
- Young Tight Latinas 7 (2004)
- Altered Assholes 3 (2005)
- Anal Cavity Search 1 (2005)
- Anal Driller 5 (2005)
- Anal Excursions 4 (2005)
- Anal Expedition 6 (2005)
- Anal Expedition 8 (2005)
- Anal Prostitutes On Video 2 (2005)
- Anal Prostitutes On Video 3 (2005)
- Anal Romance 2 (2005)
- Ass Attack 2 (2005)
- Ass Obsessed 4 (2005)
- Ass Takers 1 (2005)
- Assault That Ass 6 (2005)
- Assault That Ass 7 (2005)
- Aurora Snow vs Gauge (2005)
- Big Tit Anal Whores 1 (2005)
- Boobaholics Anonymous 1 (2005)
- Breakin' 'Em In 8 (2005)
- Brianna Loves Double Anal (2005)
- Bring 'um Young 18 (2005)
- Bustful of Dollars (2005)
- Cream Filled Chocolate Holes 1 (2005)
- Cum Drippers 8 (2005)
- Cum Filled Asshole Overload 2 (2005)
- Cum Guzzlers 4 (2005)
- Cum In My Ass Not In My Mouth 4 (2005)
- Cum Oozing Holes 2 (2005)
- Cum Soaked Teens (2005)
- Cum Stained Casting Couch 3 (2005)
- Cum Sucking Whore Named Belladonna (2005)
- Cum Swapping Sluts 9 (2005)
- Cumshitters 1 (2005)
- Double D POV 2 (2005)
- Double Vag 3 (2005)
- Dr. Lenny's Favorite Anal Scenes (2005)
- Dual Invasion 2 (2005)
- Dual Invasion 3 (2005)
- Elastic Assholes 3 (2005)
- First Class Euro Sluts 5 (2005)
- Fuck Dolls 4 (2005)
- Fuck Dolls 5 (2005)
- Fuck My Ass (2005)
- Full Anal Access 5 (2005)
- Fully Loaded 2 (2005)
- Fully Loaded 3 (2005)
- Hellfire Sex 2 (2005)
- Hellfire Sex 3 (2005)
- Internal Discharge 2 (2005)
- Jailbait 1 (2005)
- Jailbait 2 (2005)
- Jon Dough's All Time Favorite Titties (2005)
- Jon Dough's Favorite Blow Jobs (2005)
- Jon Dough's Favorite Blow Jobs And Anals (2005)
- Latin Ass Love (2005)
- Lex Steele XXX 1 (new) (2005)
- Lusty Legs 4 (2005)
- Meat Holes 3 (2005)
- Midnight Prowl 2 (2005)
- Midnight Prowl 4 (2005)
- Mind Fuck (2005)
- Mrs. Behavin' (2005)
- No Cum Dodging Allowed 5 (2005)
- No Cum Dodging Allowed 6 (2005)
- No Limits 19 (2005)
- O Ring Blowout (2005)
- Outnumbered 3 (2005)
- Papa Holmes' Little Girls (2005)
- Perversions 2 (2005)
- POV Pervert 5 (2005)
- POV Pervert 6 (2005)
- Satisfaction Guaranteed: Taylor Hayes (2005)
- Sex And Groping (2005)
- Sex Fiends 3 (2005)
- Sex Pix (2005)
- She Bangs (2005)
- Sloppy Seconds 1 (2005)
- Spending The Night With Savanna (2005)
- Sport Fucking 4 (2005)
- Stunner (2005)
- Superwhores 1 Collector's Edition (2005)
- Swallow My Pride 7 (2005)
- Tear Me A New One 1 (2005)
- Tear Me A New One 2 (2005)
- Teen Cum Squad 3 (2005)
- Teen Cum Squad 4 (2005)
- Teenage Spermaholics 4 (2005)
- Teens Cumming Of Age 1 (2005)
- Teens Make You Cum the Most 1 (2005)
- Teens Revealed 5 (2005)
- Tight and Fresh 3 (2005)
- Young Ripe Mellons 8 (2005)
- 3 On Me POV (2006)
- Addicted 1 (II) (2006)
- Anal Cavity Search 2 (2006)
- Anal Excursions 5 (2006)
- Anal Romance 3 (2006)
- Angel Perverse 2 (2006)
- Apple Bottomz 2 (2006)
- Ass Addiction 1 (2006)
- Ass Appeal 4 (2006)
- Ass Fukt 3 (2006)
- Ass Worship 9 (2006)
- Asswhole 3 (2006)
- Between The Cheeks (2006)
- Big Cocks In Her Little Box 3 (2006)
- Big Cocks In Her Little Box 4 (2006)
- Blazed and Confused 2 (2006)
- Boob Bangers 3 (2006)
- Boobaholics Anonymous 2 (2006)
- Butt Gallery 5 (2006)
- Canadian Beaver 1 (2006)
- Canadian Beaver 2 (2006)
- Chanel No. 1 (2006)
- Climaxxx TV 3 (2006)
- Crack Addict 5 (2006)
- Craving Big Cocks 11 (2006)
- Craving Big Cocks 13 (2006)
- Craving Big Cocks 14 (2006)
- Cream Filled Chocolate Holes 2 (2006)
- Cum Guzzlers 5 (2006)
- Cum Guzzlers 6 (2006)
- Cumshitters 2 (2006)
- Double D's and Derrieres 2 (2006)
- Elastic Assholes 4 (2006)
- Erotica XXX 11 (2006)
- Erotica XXX 13 (2006)
- Euro Domination 7 (2006)
- Euro Domination 8 (2006)
- Fashionistas Safado: The Challenge (2006)
- Flesh and Fantasy (2006)
- Fresh Outta High School 1 (2006)
- Gangbangers Ball (2006)
- Gauntlet 1 (2006)
- Hard Candy 2 (2006)
- Hellcats 10 (2006)
- I Love Carmen 2 (2006)
- I Love 'em Natural 3 (2006)
- I Love Sunrise (2006)
- Innocent Until Proven Filthy 1 (2006)
- Interracial (2006)
- Jack's Big Ass Show 3 (2006)
- Jack's Big Tit Show 2 (2006)
- Jailbait 3 (2006)
- Jam Packed Assholes (2006)
- Lascivious Liaisons (2006)
- Lil' Latinas 4 (2006)
- Liquid Ass-sets 1 (2006)
- Liquid Ass-sets 2 (2006)
- Look What's Up My Ass 9 (2006)
- Make Me Creamy 1 (2006)
- Meat Holes 6 (2006)
- Mr. Pete Is Unleashed 8 (2006)
- My Plaything: Shyla Stylez (2006)
- Naomi: There's Only One (2006)
- Nasty Universe 2 (2006)
- Nasty Universe 3 (2006)
- New Whores On The Block 2 (2006)
- Nice Round Ass (2006)
- No Cum Dodging Allowed 7 (2006)
- Older Women Need Love Too 1 (2006)
- Oral Support (2006)
- Outnumbered 4 (2006)
- Party Mouth (2006)
- Prying Open My Third Eye 1 (2006)
- Pure Sextacy 1 (2006)
- Pushers 6 (2006)
- Racial Tension 1 (2006)
- Reverse Gang Bang 2 (2006)
- Reverse Gang Bang 3 (2006)
- Rim My Gape 2 (2006)
- Secretary's Day 1 (2006)
- Semen Sippers 5 (2006)
- Service Animals 22 (2006)
- Sexual Freak 1: Jesse Jane (2006)
- Slant Eye for the Straight Guy 3 (2006)
- Sophia Revealed (2006)
- Stuffin Young Muffins 5 (2006)
- Stuffin Young Muffins 6 (2006)
- Stuffin Young Muffins 7 (2006)
- Super Buns 5 (2006)
- Teagan's Juice (2006)
- Teen Cum Swappers 2 (2006)
- Teenage Spermaholics 5 (2006)
- Teens In Tight Jeans 1 (2006)
- Teens In Tight Jeans 2 (2006)
- Teenstravaganza 1 (2006)
- This Butt's 4 U 1 (2006)
- This Butt's 4 U 2 (2006)
- Throat Bangers 13 (2006)
- Time For Briana (2006)
- Triple Stacked 11 (2006)
- Up'r Class 4 (2006)
- Voyeur 31 (2006)
- Weapons of Ass Destruction 5 (2006)
- What An Ass 2 (2006)
- What An Ass 3 (2006)
- What An Ass 4 (2006)
- White Man's Revenge 2 (2006)
- Who's That Girl 3 (2006)
- Winkers 8 (2006)
- Wrecking Crew (2006)
- Young and Stacked 8 (2006)
- Young As They Cum 20 (2006)
- 2 on 1 28 (2007)
- A Sperm-Load A Day 1 (2007)
- All In (2007)
- American Teen Idols (2007)
- Anal Cavity Search 3 (2007)
- Anal Prostitutes On Video 4 (2007)
- Apple Bottomz 3 (2007)
- Art Of The Cumfart 1 (2007)
- Ass Worship 10 (2007)
- Beloved Chanel (2007)
- Best of Gangbang Auditions (2007)
- Beyond The Call Of Booty 1 (2007)
- Beyond The Call Of Booty 2 (2007)
- Big Mommy Boobs 1 (2007)
- Boobaholics Anonymous 3 (2007)
- Bottom Drawer (2007)
- Bound to Please 1 (2007)
- Brea Unfaithful (2007)
- Breakin' 'Em In 10 (2007)
- Breakup Sex (2007)
- Bring Your A Game 3 (2007)
- Casey Parker is Boy Crazy (2007)
- College Invasion 11 (2007)
- Crack Her Jack 8 (2007)
- Creamery (2007)
- Cum In My Ass Not In My Mouth 5 (2007)
- Cum on Baby Bite My Wire 1 (2007)
- Cum Sucking Whore Named Monica Sweetheart (2007)
- Diary Of Julia Bond (2007)
- Dirty Divas (2007)
- Dirty Little Vixxens 5 (2007)
- Dirty Rotten Mother Fuckers 1 (2007)
- Double Vision 1 (2007)
- Elastic Assholes 5 (2007)
- Erik Everhard Fucks Them All (2007)
- Erotica XXX 14 (2007)
- Fantasy All Stars 4 (2007)
- Filth Cums First 2 (2007)
- Frankencock (2007)
- Fresh Meat 22 (2007)
- Fresh Meat 23 (2007)
- Fresh Mex 2 (2007)
- Fresh Outta High School 4 (2007)
- Fresh Outta High School 5 (2007)
- Gina's Filthy Hos 4 (2007)
- Goo 4 Two 5 (2007)
- Hellcats 12 (2007)
- I Love Brandy (2007)
- I Love Bree (2007)
- I Love MILFs (2007)
- I Love Paulina (2007)
- I Love Riley (2007)
- I Love Sunny (2007)
- I Love Tia (2007)
- I Love Veronique (2007)
- In Thru the Back Door 2 (2007)
- In Thru the Back Door 3 (2007)
- Innocent Until Proven Filthy 2 (2007)
- Internal Cumbustion 11 (2007)
- Jailbait 4 (2007)
- Just My Ass Please 5 (2007)
- Keep 'Em Cummin' 2 (2007)
- Lex On Blondes 2 (2007)
- Manhammer 5 (2007)
- Manhammer 6 (2007)
- Mason's Whore-A-Thon (2007)
- Me Blonde Love Cum (2007)
- Missing Persons (2007)
- Monster Meat 2 (2007)
- Monster Meat 3 (2007)
- Mother Lode (2007)
- My Plaything: Brea Bennett (2007)
- Naughty College School Girls 40 (2007)
- Naughty College School Girls 41 (2007)
- Naughty College School Girls 44 (2007)
- Naughty College School Girls 45 (2007)
- Naughty Girls (2007)
- No Cum Dodging Allowed 8 (2007)
- North Pole 64 (2007)
- Nylons 2 (2007)
- Peep Show 1 (2007)
- Penny Flame's Out of Control (2007)
- Pretty Pussies Please 3 (2007)
- Prying Open My Third Eye 2 (2007)
- Pump My Ass Full Of Cum 1 (2007)
- Ready Wet Go 4 (2007)
- Rim My Gape 3 (2007)
- Romancing The Ass 2 (2007)
- Roxy Jezel: Shagaholic (2007)
- Semen Sippers 6 (2007)
- Sex To Die For (2007)
- Sex with Young Girls 10 (2007)
- She Likes It Big 1 (2007)
- She Likes It Big 2 (2007)
- Squirt Machines (2007)
- Super Naturals 7 (2007)
- Sweet Cream Pies 3 (2007)
- Teen Dreams 15 (2007)
- Terrible Teens 5 (2007)
- This Butt's 4 U 3 (2007)
- Ties That Bind 2 (2007)
- Top Guns 7 (2007)
- Triple Penetration 3 (2007)
- Triple Stacked 13 (2007)
- Un-Natural Sex 21 (2007)
- Up'r Class 5 (2007)
- We All Scream For Ass Cream 2 (2007)
- Wetter The Better 4 (2007)
- Who's The New Girl 2 (2007)
- X Cuts: Tight Sexy Butts (2007)
- Young As They Cum 21 (2007)
- Young Girls With Big Tits 1 (2007)
- A Sperm-Load A Day 2 (2008)
- Amy Ried Story (2008)
- Anal Cavity Search 4 (2008)
- Anal Cavity Search 5 (2008)
- Anal Prostitutes On Video 5 (2008)
- Anal Prostitutes On Video 6 (2008)
- Ashlynn Goes To College 1 (2008)
- Ashlynn Goes To College 2 (2008)
- Asian Complex (2008)
- Ass Cleavage 9 (2008)
- Battle of the Sluts 2: Katsuni Vs Melissa Lauren (2008)
- Big Loves 4 (2008)
- Big Pole Little Hole (2008)
- Bombshell Bottoms 4 (2008)
- Boobaholics Anonymous 4 (2008)
- Bound To Please 4 (2008)
- Breast Meat 1 (2008)
- Cheerleaders (2008)
- Creamery 4 (2008)
- Cum On In 5 (2008)
- Cum Sucking Whore Named Jasmine Byrne (2008)
- Dirty Rotten Mother Fuckers 2 (2008)
- Doll House 3 (2008)
- Doll House 4 (2008)
- Double Krossed (2008)
- Double Vision 2 (2008)
- Dripping Wet MILFs (2008)
- Elastic Assholes 6 (2008)
- Fantasy All Stars 9 (2008)
- Gabriella Fox: Nude (2008)
- Gabriella Fox: Sexy Hot (2008)
- Hitting the G Spot (2008)
- Innocent Until Proven Filthy 3 (2008)
- Innocent Until Proven Filthy 4 (2008)
- Internal Cumbustion 12 (2008)
- Internal Damnation 1 (2008)
- Jack's My First Porn 10 (2008)
- Jailbait 5 (2008)
- Kayden Exposed (2008)
- Largest Dicks Ever - Massive Meat Treat (2008)
- Manhammer 8 (2008)
- Monster Meat 12 (2008)
- Monster Meat 13 (2008)
- My First Big Cock (2008)
- Naked Aces 5 (2008)
- Naughty College School Girls 46 (2008)
- Naughty College School Girls 48 (2008)
- No Cum Dodging Allowed 10 (2008)
- Oil Overload 1 (2008)
- Oil Overload 2 (2008)
- Peep Show 2 (2008)
- Pinup Perversions With Roxy Jezel (2008)
- Pornstar Anal Sluts 1 (2008)
- Rachel's Choice (2008)
- Roller Dollz (2008)
- Semen Sippers 7 (2008)
- Shay Jordan: Lust (2008)
- She's Cumming 1 (2008)
- She's Cumming 2 (2008)
- Shot Glasses 1 (2008)
- Sophia Royale (2008)
- Squirt-Stravaganza (2008)
- Super Naturals 8 (2008)
- Surrender of O (2008)
- SWAT 2 (2008)
- Sweat 1 (2008)
- This Butt's 4 U 4 (2008)
- Touch Me (2008)
- Voyeur 35 (2008)
- Who's That Girl 6 (2008)
- 30 Rock: A XXX Parody (2009)
- Addicted 6 (2009)
- AJ Bailey Experiment (2009)
- Anal Academics (2009)
- Anal Cavity Search 6 (2009)
- Anal Cavity Search 7 (2009)
- Anal Integrity (2009)
- Anal Prostitutes On Video 7 (2009)
- Art Of The Cumfart 2 (2009)
- Ashlynn Brooke's All-Star Sluts (2009)
- Asian Stravaganza 1 (2009)
- Ass Titans 3 (2009)
- Ass Worship 11 (2009)
- Battle Of The Babes: Alektra vs Amy Ried (2009)
- Beyond The Call Of Booty 3 (2009)
- Bounce 2 (2009)
- Brats N' Braces (2009)
- Breast Meat 2 (2009)
- Club Jenna: The Anal Years (2009)
- Cougar Club 2 (2009)
- Erik Everhard's Buttholes and B-Sides (2009)
- Gabriella Fox: Foxxxy (2009)
- Getting All A's 7 (2009)
- Graphic DP 1 (2009)
- Head Master 3 (2009)
- I Love Ashlynn 2 (2009)
- I Love Pretty Pussies (2009)
- In the Army Now (2009)
- Innocent Until Proven Filthy 5 (2009)
- Innocent Until Proven Filthy 6 (2009)
- Jack's Teen America 23 (2009)
- Jailbait 6 (2009)
- Jailbait 7 (2009)
- LA Pink: A XXX Porn Parody (2009)
- Lustrous (2009)
- Naughty College School Girls 54 (2009)
- Nina Hartley's Guide to Simultaneous Orgasms (2009)
- Nurses 1 (2009)
- Oil Overload 3 (2009)
- Peep Show 3 (2009)
- Peep Show 4 (2009)
- Poolside Pussy 2 (2009)
- Public Disgrace 6944 (2009)
- Rawhide 2 (2009)
- Riley Steele: Chic (2009)
- Riley Steele: Perfect Pet (2009)
- Riley Steele: Scream (2009)
- Secretary's Day 3 (2009)
- Sex and Submission 6514 (2009)
- Sex and Submission 6760 (2009)
- Sex and Submission 6761 (2009)
- Sexquake (2009)
- Sport Fucking 5 (2009)
- Stoya: Heat (2009)
- Sweet Asian Pussy (2009)
- Teachers (2009)
- Teenage All Stars (2009)
- Teenage Spermaholics 6 (2009)
- This Butt's 4 U 5: Crack Addictz (2009)
- Titanic Tits (2009)
- Top Guns 9 (2009)
- Tunnel Butts 3 (2009)
- Ultimate Feast 3 (2009)
- Undress Me (2009)
- All-Star Overdose (2010)
- Amazing MILF Rack (2010)
- American Daydreams 7 (2010)
- Anal Cavity Search 8 (2010)
- Anal Fanatic 1 (2010)
- Anal Prostitutes On Video 8 (2010)
- Asa Akira Is Insatiable 1 (2010)
- Bad Girls 4 (2010)
- Big Ass Crackers (2010)
- Big Boob Carwash 1 (2010)
- Big Fucking Assholes 2 (2010)
- Boobaholics Anonymous 6 (2010)
- Bra Busters 1 (2010)
- Breast Meat 3 (2010)
- Busty Lifeguards (2010)
- Busty Office MILFs 2 (2010)
- Buttman's Evil Live (2010)
- Buttwoman vs. Slutwoman (2010)
- Couch Confessions (2010)
- Deviance 2 (2010)
- Don't Make Me Beg 3 (2010)
- Eva Angelina vs. Teagan (2010)
- Fashion Fucks (2010)
- Fly Girls (2010)
- Fresh Meat 28 (2010)
- Gape Em All 2 (2010)
- Go Big Or Go Home (2010)
- Inertia (2010)
- Innocent Until Proven Filthy 7 (2010)
- Jerkoff Material 5 (2010)
- Just Jenna 1 (2010)
- Letter A Is For Asshole (2010)
- Mike John's Sperm Overload 3 (2010)
- My Plaything: Gianna (2010)
- No Panties Allowed 2 (2010)
- Notorious S.L.U.T. (2010)
- Nylons 8 (2010)
- Oil Overload 4 (2010)
- Outnumbered 5 (2010)
- Performers of the Year 2011 (2010)
- Phone Fucks (2010)
- Pretty As They Cum 2 (2010)
- Rachel Starr Is Badass (2010)
- Rear View 1 (2010)
- Riley Steele: Roommates (2010)
- Rocco's American Adventures (2010)
- She's So Cute 1 (2010)
- She's So Cute 2 (2010)
- Sport Fucking 6 (2010)
- Sport Fucking 7 (2010)
- Street Vendors (2010)
- Street Vendors 2 (2010)
- Street Vendors 3 (2010)
- Strict Machine (2010)
- Teen Gasms (2010)
- Teens on Cock (2010)
- This Butt's 4 U 6 (2010)
- Tori Black Is Pretty Filthy 2 (2010)
- Tori Black Superstar (2010)
- Up Skirts 2 (2010)
- Vajazzled (2010)
- Voyeur 37 (2010)
- Young and Glamorous 2 (2010)
- Young Thighs in Knee Highs 1 (2010)
- A.S.A Asian Sex Addict (2011)
- All Internal 15 (2011)
- Allie Haze: True Sex (2011)
- Amazons (2011)
- Anal Fanatic 2 (2011)
- Anal Playground (2011)
- Angel Face 2 (2011)
- Asa Akira Is Insatiable 2 (2011)
- Ass Titans 5 (2011)
- Ass Titans 6 (2011)
- Assassins (2011)
- Baby Face (2011)
- Babysitters 2 (2011)
- Battle Of The Asses 3 (2011)
- Betrayal (2011)
- Beyond The Call Of Booty 4 (2011)
- Big Boob Addicts (2011)
- Big Dick in a Little Chick 1 (2011)
- Big Wet Asses 19 (2011)
- Big Wet Asses 20 (2011)
- Bombshells 2 (2011)
- Bra Busters 2 (2011)
- Breakin' 'Em In 13 (2011)
- Breakin' 'Em In 14 (2011)
- Breast in Class 1: Naturally Gifted (2011)
- Breast in Class 2: Counterfeit Racks (2011)
- Car Wash Girls 2 (2011)
- Cougar Club 3 (II) (2011)
- Cougars, Kittens And Cock 1 (2011)
- Crib (2011)
- Cruel Media Conquers Los Angeles (2011)
- Cruel MILF (2011)
- Cum Glazed 2 (2011)
- Dirty Blondes (2011)
- Double Vision 3 (2011)
- Erotic Black and White (2011)
- Escaladies 2 (2011)
- Fighters (2011)
- Flynt Vault: Hustler Loves Blondes (2011)
- Foreigner (2011)
- Gangbanged 2 (2011)
- Geek Girls: The Gamers (2011)
- Getting In (2011)
- Girls Get Busted (2011)
- Gracie Glam: Lust (2011)
- Graphic DP 3 (2011)
- Hard Bodies (2011)
- Home Wrecker 1 (2011)
- In Riley's Panties (2011)
- Innocent Until Proven Filthy 10 (2011)
- Innocent Until Proven Filthy 8 (2011)
- Innocent Until Proven Filthy 9 (2011)
- Internal Damnation 4 (2011)
- Jailbait 8 (2011)
- Jenna Is Timeless (2011)
- Jerkoff Material 6 (2011)
- Jerkoff Material 7 (2011)
- Jynx Maze Is a Sex Addict (2011)
- Kagney Linn Karter is Relentless (2011)
- Laid in Lingerie (2011)
- Live Gonzo 2 (2011)
- Masseuse 1 (2011)
- Masseuse 2 (2011)
- Masseuse 4 (2011)
- Men in Uniform Love Big Tits (2011)
- MILF Thing 7 (2011)
- Mommy Knockers (2011)
- My Little Panties 3 (2011)
- Nooners (2011)
- Oil Overload 5 (2011)
- Payment (2011)
- POV Pervert 13 (2011)
- POV Pervert 14 (2011)
- Pretty Ass Fuck (2011)
- Prison Girls (2011)
- Racially Motivated 3 (2011)
- Route 69 (2011)
- Seduction (II) (2011)
- Shyla Stylez Superstar (2011)
- Sleazy Riders (2011)
- Sneaking Around (2011)
- Sport Fucking 8 (2011)
- Squirtigo (2011)
- Starstruck 2 (2011)
- Stoya: Web Whore (2011)
- Street Vendors 4 (2011)
- Swimsuit Calendar Girls 2011 (2011)
- Teen-ie Titties (2011)
- This Butt's 4 U 7 (2011)
- Titlicious 3 (2011)
- Titty Sweat 3 (2011)
- Too Cute (2011)
- Top Guns (2011)
- U.S. Sluts 1 (2011)
- U.S. Sluts 2 (2011)
- Undiscovered Cuntry (2011)
- Watching You 1 (2011)
- Adorable (2012)
- Anal Champions of the World (2012)
- Anal Students (2012)
- Asa Akira is Insatiable 3 (2012)
- Asian Girls Are Sexy (2012)
- Ass Factor 1 (2012)
- Ass Masters 10 (2012)
- Babysitter Diaries 8 (2012)
- Babysitter Diaries 9 (2012)
- Bad Girls 8 (2012)
- Battle Of The Asses 4 (2012)
- Beyond The Call Of Booty 5 (2012)
- Big Booty Shake Down (2012)
- Big Booty Shakedown 2 (2012)
- Big Dick in an Asian Chick (2012)
- Big Tits at School 16 (2012)
- Big Titty Time (2012)
- Big Wet Asses 22 (2012)
- Bound Gang Bangs 24075 (2012)
- Bra Busters 3 (2012)
- Busty Construction Girls (2012)
- Cheerleaders Gone Bad 1 (2012)
- Cheerleaders Gone Bad 2 (2012)
- Chicks and Guns (2012)
- Code of Honor (2012)
- Cola (2012)
- College Girls Like It Dirty (2012)
- Con Job (2012)
- Cooking With Kayden Kross (2012)
- Cool Crowd (2012)
- Corrupt Schoolgirls 2 (2012)
- Corrupt Schoolgirls 3 (2012)
- Cougars, Kittens And Cock 2 (2012)
- Couples Seeking Teens 10 (2012)
- Cum Glazed 3 (2012)
- Cuties 4 (2012)
- Dani Daniels: Dare (2012)
- Deceptions (2012)
- Dirty Little Schoolgirl Stories 4 (2012)
- Dirty Over 30 5 (2012)
- Dirty Rotten Mother Fuckers 5 (2012)
- Doctor Adventures.com 13 (2012)
- Does This Dick Make My Ass Look Big (2012)
- DP Fanatic (2012)
- DP Fanatic 2 (2012)
- Eye Fucked Them All 1 (2012)
- Eye Fucked Them All 2 (2012)
- Faking It (2012)
- Falling for You (2012)
- Filthy Family 7 (2012)
- For Rent (2012)
- Gaga For Gang Bangs (2012)
- Gangbanged 4 (2012)
- Gangbanged 5 (2012)
- Gapeland (2012)
- Girlfriends Get Even 2 (2012)
- Girlfriends Get Even 3 (2012)
- Glam-Core (2012)
- Halfway Home (2012)
- High Class Ass 2 (2012)
- Hit the Road (2012)
- Hollywood Heartbreakers 1 (2012)
- Hollywood Heartbreakers 2 (2012)
- Home Wrecker 2 (2012)
- Home Wrecker 3 (2012)
- Home Wrecker 4 (2012)
- I Like 'Em Young (2012)
- Internal Damnation 5 (2012)
- Internal Investigation (2012)
- Jada Stevens is Buttwoman (2012)
- Jailbait 9 (2012)
- Jerkaholics (2012)
- Just Like Mom (2012)
- Kayden's Greatest Hits (2012)
- Leverage (2012)
- Lily Carter is Irresistible (2012)
- Lip Smacking Good (2012)
- Lollipop Girls 2 (2012)
- Losing Kayden (2012)
- Love Jesse (2012)
- Masseuse 3 (2012)
- MILF Mania (2012)
- MILFs Seeking Boys 3 (2012)
- More Cola Please (2012)
- More Than You Bargained For (2012)
- My Daughter's Boyfriend 7 (2012)
- My Private Tutor (2012)
- No Cum Dodging Allowed 12 (2012)
- Nurses 2 (2012)
- Nylons 9 (2012)
- Odd Jobs (2012)
- Office Politics (2012)
- Oil Overload 6 (2012)
- Oil Overload 7 (2012)
- Old Friends (2012)
- Orgasm (2012)
- Performers of the Year 2013 (2012)
- Pill (2012)
- Please Don't Tell (2012)
- Please Just Fuck Me (2012)
- Porn Legacy (2012)
- Pretty Panties (2012)
- Rear View 2 (2012)
- Redheads Are Sexy (2012)
- Remy 1 (2012)
- Rump Raiders (2012)
- Seducing The Teen Slut (2012)
- Self Pic (2012)
- Sexy Selena Rose (2012)
- Shades of Kink (2012)
- Shafted (2012)
- She Likes It In Her Ass (2012)
- She's a Handful (2012)
- Skip Trace (2012)
- Sport Fucking 10 (2012)
- Sport Fucking 9 (2012)
- Stripper Pole (2012)
- Swinger (2012)
- That Horny Little Cheerleader (2012)
- This Butt's 4 U 8 (2012)
- Threes Please Me (2012)
- Time for Change (2012)
- Trouble at the Slumber Party (2012)
- Turn-On (2012)
- U.S. Sluts 3 (2012)
- unSEXpected (2012)
- Up My Asian Ass (2012)
- When Daddy's Away (2012)
- Young and Glamorous 3 (2012)
- Young Girls Love Sex (2012)
- Young Natural Titties (2012)
- Youth Going Wild (2012)
- Allie Haze: Natural Beauty (2013)
- Anal Fanatic 5 (2013)
- Anal Warfare 4 (2013)
- Angelic Asses (2013)
- Asian Bombshells (2013)
- Ass Factor 3 (2013)
- Ass Factor 4 (2013)
- Ass Factor 5 (2013)
- Assume the Position (2013)
- Babysitter 9 (2013)
- Babysitter Diaries 10 (2013)
- Babysitter Diaries 12 (2013)
- Band Sluts (2013)
- Battle of the Asses 5 (2013)
- Best of Gangbang Auditions 5 (2013)
- Big Anal Asses (2013)
- Big Butts Like It Big 14 (2013)
- Big Dick in a Little Chick 3 (2013)
- Big Tits at School 18 (2013)
- Big Tits At Work 19 (2013)
- Big Wet Butts 11 (2013)
- Big Wet Butts 9 (2013)
- Black Book (2013)
- Blind Date (2013)
- Booty Call (2013)
- Bra Busters 4 (2013)
- Bra Busters 5 (2013)
- Bridesmaids (2013)
- Candy Striper (2013)
- Chance Encounters (2013)
- Chicks With Big Tits 6 (2013)
- College Girls Are Sexy (2013)
- Corrupt Schoolgirls 4 (2013)
- Corrupt Schoolgirls 5 (2013)
- Couples Seeking Teens 11 (2013)
- Cum Drippers 10 (2013)
- Dirty Rotten Mother Fuckers 6 (2013)
- Dirty Talk (2013)
- Don't Fuck My Sister (2013)
- Down to Fuck 3 (2013)
- Evil Anal 19 (2013)
- Filthy Family 10 (2013)
- Filthy Family 9 (2013)
- For Sale (2013)
- Fresh Tang (2013)
- Frosty Faces (2013)
- Girlfriend Exchange (2013)
- Hair Down There 2 (2013)
- Hair Down There 3 (2013)
- Harvest Moon (2013)
- Hot Body Ink (2013)
- Hot Chicks Big Fangs (2013)
- Hot Oil Massage (2013)
- Hotel No Tell (2013)
- I Love Big Girls (2013)
- In Heat (2013)
- Innocent Until Proven Filthy 11 (2013)
- Internal Damnation 6 (2013)
- It's An Asian Thing (2013)
- Jack Attack 3 (2013)
- Jesse Jane: Romance (2013)
- Joanna Angel: Kinky Fantasies (2013)
- John Leslie Goes Deep 2 (2013)
- Jules Jordan: The Lost Tapes 4 (2013)
- Lisa Ann's Sexual Divas (2013)
- Lost and Found (2013)
- Mama's Got Big Boobies (2013)
- Mia (2013)
- Milfs Illustrated (2013)
- Mineshaft (2013)
- Monster Curves 22 (2013)
- My Sister's Hot Friend 32 (2013)
- My Sister's Husband (2013)
- Oil Overload 10 (2013)
- Oil Overload 8 (2013)
- Oil Overload 9 (2013)
- Panty Raiders (2013)
- Petite Housewives of Porn Valley (2013)
- Planting Seeds 3 (2013)
- Porno Pranks (2013)
- Pretty Little Things (2013)
- Pretty Little Things 2 (2013)
- Real Female Orgasms 16 (2013)
- Real Wife Stories 16 (2013)
- Rear View 3 (2013)
- Remy 2 (2013)
- Ride Home (2013)
- Rock and Roll in my Butthole 3 (2013)
- Schoolgirl Fever (2013)
- Schoolgirl POV 9 (2013)
- Schoolgirls Rock (2013)
- Second Helping of Ass (2013)
- Secret Society (2013)
- Sexual Desires Of Naomi West (2013)
- Sexual Desires Of Riley Reid (2013)
- Sexxxploitation: Dani Daniels (2013)
- She's Gonna Squirt (2013)
- She's Gonna Squirt 2 (2013)
- Skin Tight (2013)
- Skip Trace 3 (2013)
- Slutty and Sluttier 19 (2013)
- Slutty and Sluttier 20 (2013)
- Slutty Teens On The Planet (2013)
- Soaking Wet (2013)
- Sport Fucking 11 (2013)
- Swap It Out (2013)
- Swinger 2 (2013)
- Swingers Retreat (2013)
- Teen Fuckers (2013)
- Teens Like It Big 15 (2013)
- Top Bottoms (2013)
- Troublemakers (2013)
- Wanted: Big Cocks (2013)
- Watch Over Me (2013)
- What You See Is What You Fuck (2013)
- Young and Glamorous 5 (2013)
- Corrupt Schoolgirls 6 (2014)
- Orgy Masters 4 (2014)
- Sexual Desires Of Mia Malkova (2014)

### Regista
- 2 on 1 11 (2002)
- 2 on 1 12 (2002)
- 2 on 1 13 (2002)
- 2 on 1 14 (2002)
- Sweet Cheeks 1 (2002)
- Sweet Cheeks 2 (2002)
- Sweet Cheeks 3 (2002)
- Sweet Cheeks 4 (2002)
- Un-natural Sex 7 (2002)
- Un-natural Sex 8 (2002)
- Ass Obsessed 1 (2003)
- Cum In My Ass Not In My Mouth 1 (2003)
- Cum In My Ass Not In My Mouth 2 (2003)
- Outnumbered 1 (2003)
- Outnumbered 2 (2003)
- Sport Fucking 1 (2003)
- Sport Fucking 2 (2003)
- Un-natural Sex 9 (2003)
- 110% Natural 6 (2004)
- Anal Prostitutes On Video 1 (2004)
- Ass Obsessed 2 (2004)
- Ass Obsessed 3 (2004)
- Cum Filled Asshole Overload 1 (2004)
- Cum In My Ass Not In My Mouth 3 (2004)
- Sport Fucking 3 (2004)
- Anal Cavity Search 1 (2005)
- Anal Prostitutes On Video 2 (2005)
- Anal Prostitutes On Video 3 (2005)
- Ass Obsessed 4 (2005)
- Cum Filled Asshole Overload 2 (2005)
- Cum In My Ass Not In My Mouth 4 (2005)
- Jailbait 1 (2005)
- Jailbait 2 (2005)
- Outnumbered 3 (2005)
- Sport Fucking 4 (2005)
- Anal Cavity Search 2 (2006)
- Canadian Beaver 1 (2006)
- Canadian Beaver 2 (2006)
- Innocent Until Proven Filthy 1 (2006)
- Jailbait 3 (2006)
- Outnumbered 4 (2006)
- This Butt's 4 U 1 (2006)
- This Butt's 4 U 2 (2006)
- A Sperm-Load A Day 1 (2007)
- Anal Cavity Search 3 (2007)
- Anal Prostitutes On Video 4 (2007)
- Art Of The Cumfart 1 (2007)
- Beyond The Call Of Booty 1 (2007)
- Beyond The Call Of Booty 2 (2007)
- Cum In My Ass Not In My Mouth 5 (2007)
- Double Vision 1 (2007)
- Innocent Until Proven Filthy 2 (2007)
- Jailbait 4 (2007)
- This Butt's 4 U 3 (2007)
- A Sperm-Load A Day 2 (2008)
- Anal Cavity Search 4 (2008)
- Anal Cavity Search 5 (2008)
- Anal Prostitutes On Video 5 (2008)
- Anal Prostitutes On Video 6 (2008)
- Breast Meat 1 (2008)
- Double Vision 2 (2008)
- Innocent Until Proven Filthy 3 (2008)
- Innocent Until Proven Filthy 4 (2008)
- Jailbait 5 (2008)
- This Butt's 4 U 4 (2008)
- Anal Cavity Search 6 (2009)
- Anal Cavity Search 7 (2009)
- Anal Prostitutes On Video 7 (2009)
- Art Of The Cumfart 2 (2009)
- Beyond The Call Of Booty 3 (2009)
- Breast Meat 2 (2009)
- Erik Everhard's Buttholes and B-Sides (2009)
- Innocent Until Proven Filthy 5 (2009)
- Innocent Until Proven Filthy 6 (2009)
- Jailbait 6 (2009)
- Jailbait 7 (2009)
- Sport Fucking 5 (2009)
- This Butt's 4 U 5: Crack Addictz (2009)
- Anal Cavity Search 8 (2010)
- Anal Prostitutes On Video 8 (2010)
- Big Fucking Assholes 2 (2010)
- Breast Meat 3 (2010)
- Innocent Until Proven Filthy 7 (2010)
- Letter A Is For Asshole (2010)
- Outnumbered 5 (2010)
- Sport Fucking 6 (2010)
- Sport Fucking 7 (2010)
- Street Vendors (2010)
- Street Vendors 2 (2010)
- Street Vendors 3 (2010)
- This Butt's 4 U 6 (2010)
- Amazons (2011)
- Beyond The Call Of Booty 4 (2011)
- Double Vision 3 (2011)
- Innocent Until Proven Filthy 10 (2011)
- Innocent Until Proven Filthy 8 (2011)
- Innocent Until Proven Filthy 9 (2011)
- Jailbait 8 (2011)
- Sport Fucking 8 (2011)
- Street Vendors 4 (2011)
- This Butt's 4 U 7 (2011)
- Undiscovered Cuntry (2011)
- Anal Champions of the World (2012)
- Beyond The Call Of Booty 5 (2012)
- Eye Fucked Them All 1 (2012)
- Eye Fucked Them All 2 (2012)
- Jailbait 9 (2012)
- Single White Female (2012)
- Sport Fucking 10 (2012)
- Sport Fucking 9 (2012)
- This Butt's 4 U 8 (2012)
- Innocent Until Proven Filthy 11 (2013)
- Sport Fucking 11 (2013)